# Абдрашитово (Дуванський район)
Абдраши́тово (рос. Абдрашитово, башк. Әбдрәшит) — присілок у складі Дуванського району Башкортостану, Росія. Входить до складу Месягутовської сільської ради.
Населення — 402 особи (2010; 376 у 2002).
Національний склад:
- башкири — 91 %